# シロガラシ
シロガラシ（英語: white mustard）は、アブラナ科シロガラシ属の一年生植物。種子をマスタードの原料とするほか、野菜ないしはハーブとしても利用される。地中海沿岸原産で荒れ地などに自生している野草だが、現在では帰化植物として世界的に分布している。
成長すると草丈45センチ程度になるが、イングランドではクレスと同じ場所に播種し、スプラウトの状態でまとめて収穫するマスタード・アンド・クレスという農法があり、サラダやサンドイッチに利用される。

## 名称
名前は種子がクロガラシに対し白っぽいことから。また、葉の形からキクガラシ、キクバガラシとも。アメリカカラシナは北米で最も一般的なマスタードである、イエローマスタードの原料として栽培されていることから。属名は、ラテン語でカラシの種の意味。

## 白芥子

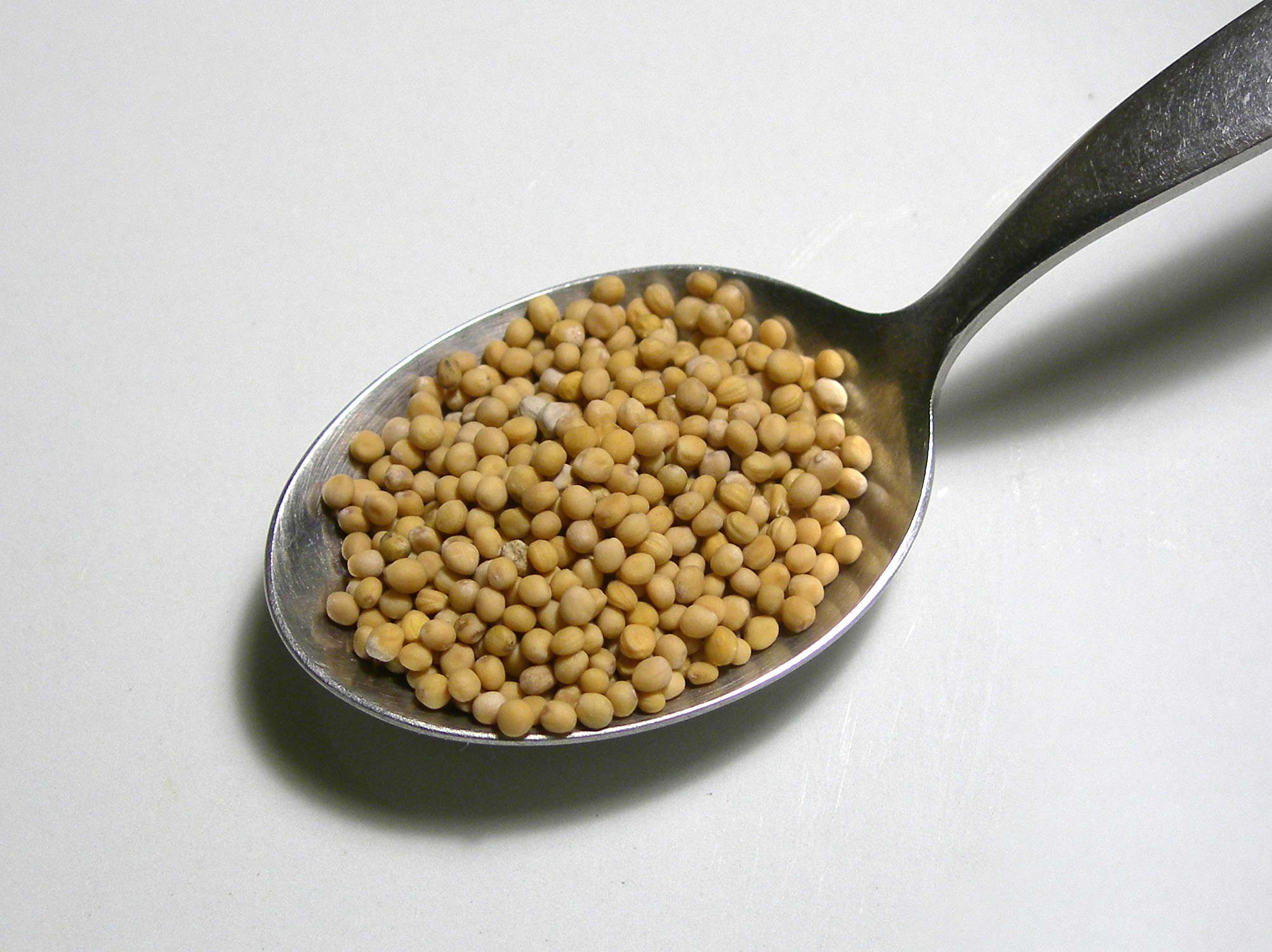
種子（白芥子）

シロガラシの種子は白芥子（ハクガイシ）と呼ばれ、他のカラシ種子と同様に、健胃、去痰、鎮咳の漢方薬として用いられる。珍味として食されることもある。
グルコシノレートの一種であるシナルビンが含まれ、これが辛みを感じさせる。